# 福岡発地域ドラマ
福岡発地域ドラマ（ふくおかはつちいきドラマ）は、NHK福岡放送局が2002年から毎年1本ずつ制作し、全国に向けて放送しているテレビドラマシリーズのことである。

## 概要
NHK福岡放送局は、1970年代にNHK初のローカルワイド番組「こんばんは九州」の制作に携わって以降、積極的に地域番組を制作し、全国に発信している。
そうした中で、福岡局が弱いとされたのがドラマ制作分野であった。それまでにも短編ドラマを制作したことはあったものの、本格的な長編ドラマを手がける機会になかなか恵まれなかった。そこで、この分野での制作能力を強化するとともに、舞台を福岡県に絞ることによって、地域を全国にアピールすることを狙い、スタートしたのがこのシリーズである。このシリーズの成功をきっかけに、全国の各放送局も地域発ドラマなどでそれぞれの地域を舞台とした同種のドラマを制作するようになっている。今後は、各放送局が競争で、どれだけ質の高いドラマを作ることができるかが注目されている。
当初は、主役も地元の人を起用していたが、その作品の反響が全国的にも良かったことから、最近では福岡にゆかりのある有名俳優を起用する傾向が見られる。
放送は、まず制作年の終わりごろに、九州・沖縄地区向けに金曜夜の地域枠で放送。翌年にまず衛星放送で、次いで総合テレビジョンで全国に向けて放送される（どちらか一方だけの場合もある）。
なお、2007年度は制作されていないが、その代わりとして、土曜ドラマ『フルスイング』の制作に間接的にかかわっている。福岡県が舞台となっているためである。

## 作品一覧
※舞台となった市町村は初放送時点での名称で表記。
| 制作年   | タイトル                         | 舞台地          | 主演              | 備考 |
| -------- | -------------------------------- | --------------- | ----------------- | --- |
| 2002年度 | うきは〜少年たちの夏〜           | うきは市        | 池松壮亮          | 企画・演出：東山充裕 |
| 2003年度 | 玄海〜わたしの海へ〜             | 宗像市          | 大束友紀          | 企画・演出：東山充裕 |
| 2004年度 | 我こそサムライ!                  | 福岡市ほか      | 松尾政寿          | |
| 2005年度 | いつか逢う街                     | 飯塚市          | 永島敏行          | |
| 2006年度 | 飛ばまし、今                     | 柳川市          | 中村俊介          | |
| 2008年度 | 博多 はたおと                    | 福岡市          | 星野真里          | 2年ぶりの作品 |
| 2009年度 | 母さんへ（かかさんへ）           | 八女市黒木町    | 前田亜季          | この回は“福岡発ドラマスペシャル”と銘打たれている。 |
| 2010年度 | 見知らぬわが町                   | 大牟田市        | 忽那汐里          | この回は開局80周年記念作として制作。 当初、2011年3月21日に全国放送される予定であったが、 その10日前に発生した東日本大震災に伴う非常報道体制に伴い、4月29日に延期。 その延期当日も国会中継（第177回国会 衆議院予算委員会 平成23年度第1次補正予算審議）が組まれた為、5月5日に再延期された。                                                                              |
| 2011年度 | オヤジバトル!                    | 北九州市若松区  | 筧利夫            | 北九州局の80周年記念作ではあるが、タイトルからも判るとおり、 福岡局制作のバンドコンテストの宣伝を兼ねたものになっている。 |
| 2012年度 | スイーツ! 〜嗚呼、甘き青春よ〜   | 飯塚市          | 桜庭ななみ        | 7年ぶりに舞台地となった飯塚市は福岡県でも有数の菓子処であり、 地元の私立飯塚高等学校総合学科には九州初の製菓コースがある。 2009年に「スイーツ甲子園」を制した実話をベースにしたストーリー。 |
| 2013年度 | 苦くて、甘い 〜希望の茶〜        | 八女市          | 小池徹平          | 八女市が舞台となったのは4年ぶり。 前年の九州北部豪雨からの復興を支援するため制作。 なお初回放送予定が10月25日と例年より早くなっている。 |
| 2014年度 | ここにある幸せ                   | 福津市津屋崎    | 松田翔太          | 初回放送は2週連続での放送。 |
| 2015年度 | いとの森の家                     | 糸島市          | 永作博美          | 全2回（前後編） 東直子原作（第31回坪田譲治文学賞受賞作） 第42回放送文化基金賞 【番組部門】テレビドラマ番組部門 奨励賞 受賞 |
| 2016年度 | たからのとき                     | 東峰村          | 寺島しのぶ        | 朝倉郡東峰村のケーブルテレビ「とうほうテレビ」がモデル。 「住民ディレクター」となった母親とそれに反発する高校生の娘を中心に話が展開される。 なお舞台となった東峰村は平成29年7月九州北部豪雨で大きな被害を受けたため、 同年12月にドラマを総合テレビで全国放送した上で、出演者・スタッフが被災地を訪ねた ドキュメンタリー「もうひとつの たからのとき」を続けて放送した。 |
| 2017年度 | You May Dream〜ユーメイ ドリーム | 福岡市 北九州市 | 石橋静河 福山翔大 | ロックバンド、シーナ&ロケッツの鮎川誠&悦子（シーナ）の半生を描く。 |
| 2018年度 | 六本松愛し方改革                 | 福岡市          | 奈緒              | 連続テレビ小説『半分、青い。』に出演している奈緒の主演ドラマ。 福岡市の中心に位置する六本松・大濠地区を舞台にしたドラマで、1話5分×5回に分けて放送される。 |
| 2018年度 | 福岡美人がゆく!                  | 福岡市          | 奈緒              | この回は“NHK福岡ドラマ”と銘打たれている。 |
| 2019年度 | となりのマサラ                   | 福岡市          | 佐藤寛太          | この回は“NHK福岡ドラマ”と銘打たれている。 |

また2017年度は、北九州局が福岡局の支援を受けつつ局初となるドラマの制作を行った。
となりのマサラは、東京ドラマアウォード2020にて、ローカル・ドラマ賞を受賞。

## 九州各局への影響
福岡局の活動に刺激され、福岡局傘下の九州管内各局も積極的に特集ドラマ制作に乗り出すようになった。ただ、NHKの放送体系変更の影響もあり、先ずBSプレミアムの『プレミアムドラマ』として制作されるケースが増えている。以下、主な例を述べる。
佐賀局
『あのひとあの日』
2012年3月2日、JOSP-DTV（佐賀総合）で佐賀県向けに初回放送。開局70周年記念作品。主演：不破万作。はなわ兄弟や中越典子ら佐賀県ゆかりの芸能人に加え、HKT48の宮脇咲良も子役経験を買われて出演。
『ガタの国から』
2017年7月19日放送。上白石萌音主演。

大分局
『無垢の島』
2011年11月25日、JOIP-DTV（大分総合）で大分県向けに初回放送。開局70周年記念作品。大分県津久見市の無垢島（地無垢島・沖無垢島）を舞台にした。
『今日も地獄でお待ちしています』
2013年1月13日、BSプレミアムで初回放送。主演：徳永えり。

宮崎局
『命のあしあと』
2013年1月27日、BSプレミアムで初回放送。開局75周年記念作品。宮崎県を襲った口蹄疫禍と、そこからの立ち直りを実話に基づいて描いた作品。主演：陣内孝則。

北九州局
『GO!GO!フィルムタウン』
2017年10月18日、BSプレミアムで初回放送。開局85周年記念作品。北九州フィルム・コミッションを舞台としたコメディ作品。主演：土村芳。
また2012年3月20日は、“九州ふる愛ドラマデー”と銘打って、『オヤジバトル!』『あのひとあの日』『無垢の島』を九州・沖縄向けに放送したほか、前後の休日には福岡市内で関連のイベントも展開された。